# روز تو خواهد آمد
روز تو خواهد آمد (عربی: لك يوم يا ظالم) یک فیلم به کارگردانی صلاح ابوسیف است که در سال ۱۹۵۱ منتشر شد. از بازیگران آن می‌توان به فاتن حمامه و محمود الملیجی اشاره کرد. این فیلم در
جشنواره بین‌المللی فیلم برلین نیز نمایش داده شده‌است.